# Stenpassion
Stenpassion är ett äldre svenskt ord för lidande orsakat av stensjukdomar (konkrement), det vill säga blåssten, njursten och gallsten. Förr kunde sådana sjukdomar inte opereras eller botas, och stenpassion anges därför ofta som dödsorsak i gammal folkbokföring.